# 营厂满族乡
营厂满族乡是中华人民共和国辽宁省铁岭市西丰县下辖的一个民族乡。

## 行政区划
营厂满族乡下辖以下村级行政区划单位：
营厂村、松岭村、增庆村、桦树村、醴泉村、碧玉村、实妙村、景新村和巨德湖村。